# Bildmakarna
Bildmakarna är en svensk pjäs från 1998, skriven av P.O. Enquist.

## Uppsättningar
Urpremiären ägde rum på Målarsalen på Dramaten i regi av Ingmar Bergman. Bergmans uppsättning spelades in 2000 av SVT. 2016 spelades pjäsen på Västerbottensteatern och även på turné med Riksteatern i regi av Kia Berglund.
| Roll            | Dramaten 1998      | Västerbottensteatern/ Riksteatern 2016 |
| --------------- | ------------------ | -------------------------------------- |
| Regi            | Ingmar Bergman     | Kia Berglund                           |
| Scenografi      | Göran Wassberg     | Youlian Tabakov                        |
| Kostym          | Mago               | Youlian Tabakov                        |
| Selma Lagerlöf  | Anita Björk        | Margareta Niss                         |
| Tora Teje       | Elin Klinga        | Annika Isaksson                        |
| Victor Sjöström | Lennart Hjulström  | Björn Wahlberg                         |
| Julius Jaenzon  | Carl-Magnus Dellow | Harry Friedländer                      |

## Handling
Regissören Victor Sjöström och filmfotografen Julius Jaenzon väntar nervöst på att Selma Lagerlöf skall besöka dem på Filmstaden och se filmatiseringen av hennes roman Körkarlen. Den unga skådespelerskan Tora Teje närvarar oinbjuden. Hon är nyfiken på människan bakom orden och irriterar sig på männens upphöjande av författaren. När så doktor Lagerlöf anländer påbörjar Tora en respektlös diskussion, men det visar sig att de har mycket gemensamt.